# Вейнхавен

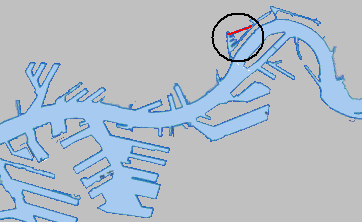
Расположение на карте Роттердама

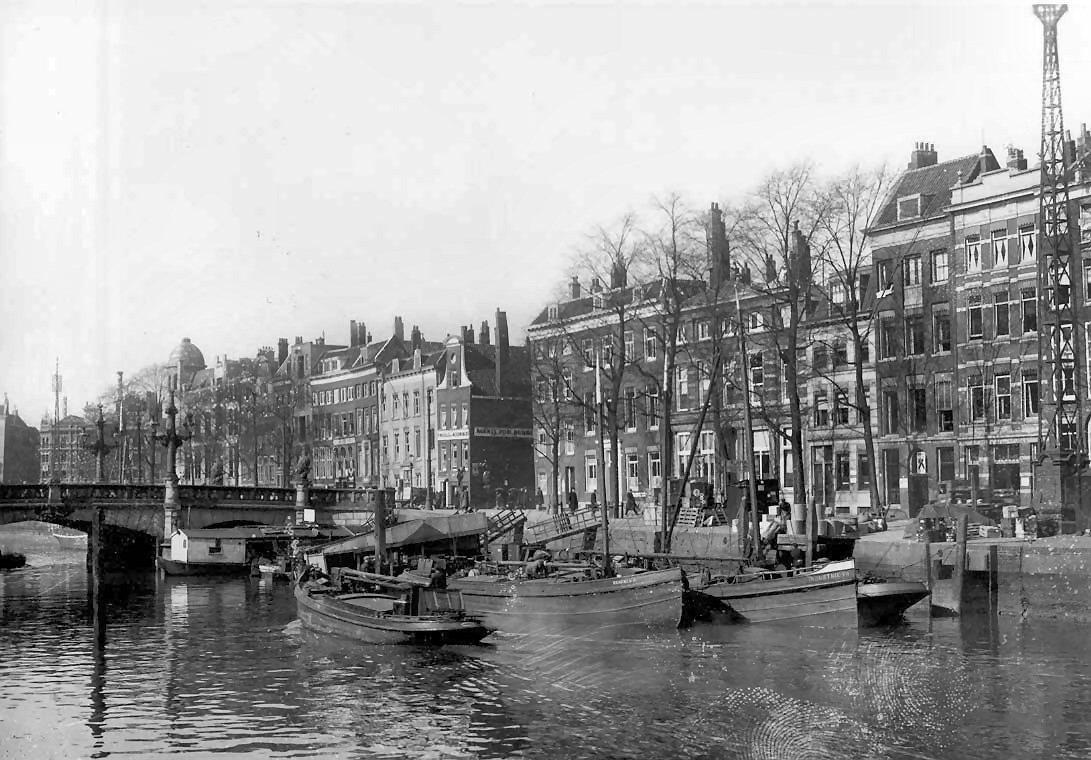
Вейнхавен в 1935 году

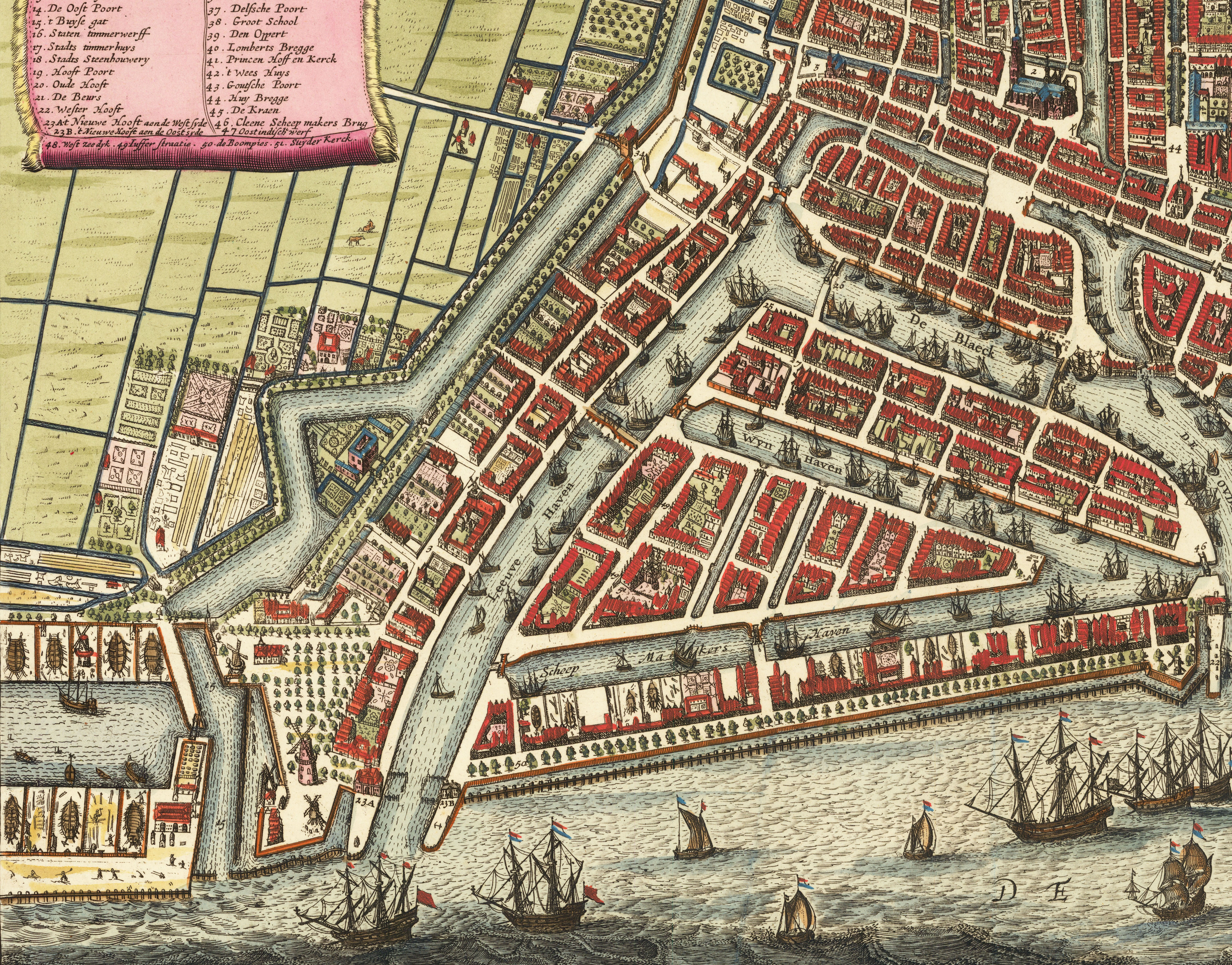
Вейнхавен, 1690

Вейнхавен   является пристанью и улицей в центре Роттердама. Вейнхавен   связывает Старый порт и Лювенхавен (Leuvehaven). На улице Вейнхавен   расположены Белый дом и Морской музей. Улица проходит под эстакадой улицы Большой Виллемсбург (Verlengde Willemsbrug). С пристани открывается вид на гавань Маасбульвар (Maasboulevard), многочисленные деревья, места причалов судов, сами корабли и улицу Вижнкад (Wijnkade). Оригинальным судном является пришвартованный в 2000 году плавучий маяк Breeveertien.
Протяженность улицы около 800 метров, ширина 2-3 метра.

## История
Вейнхавен   был построен в 1613 году как часть строительства Города на воде (Water City) между дамбой Schielands Hoge Zeedijk и рекой Нюв Мак (Nieuwe Маас). После бомбардировки Роттердама 14 мая 1940 года все здания на улице были разрушены, за исключением Белого дома. В 90-х годах был построен железнодорожный тоннель Виллемспурт (Willemsspoortunnel), при этом здания, препятствовашие строительству были снесены, а потом восстановлены.
У Вейнхавена сохранился довоенный мост Регентесс (Regentesse), который назвыют Четырехльвовым (Vierleeuwenbrug ) в честь четырех львов, стоящих на перилах моста.

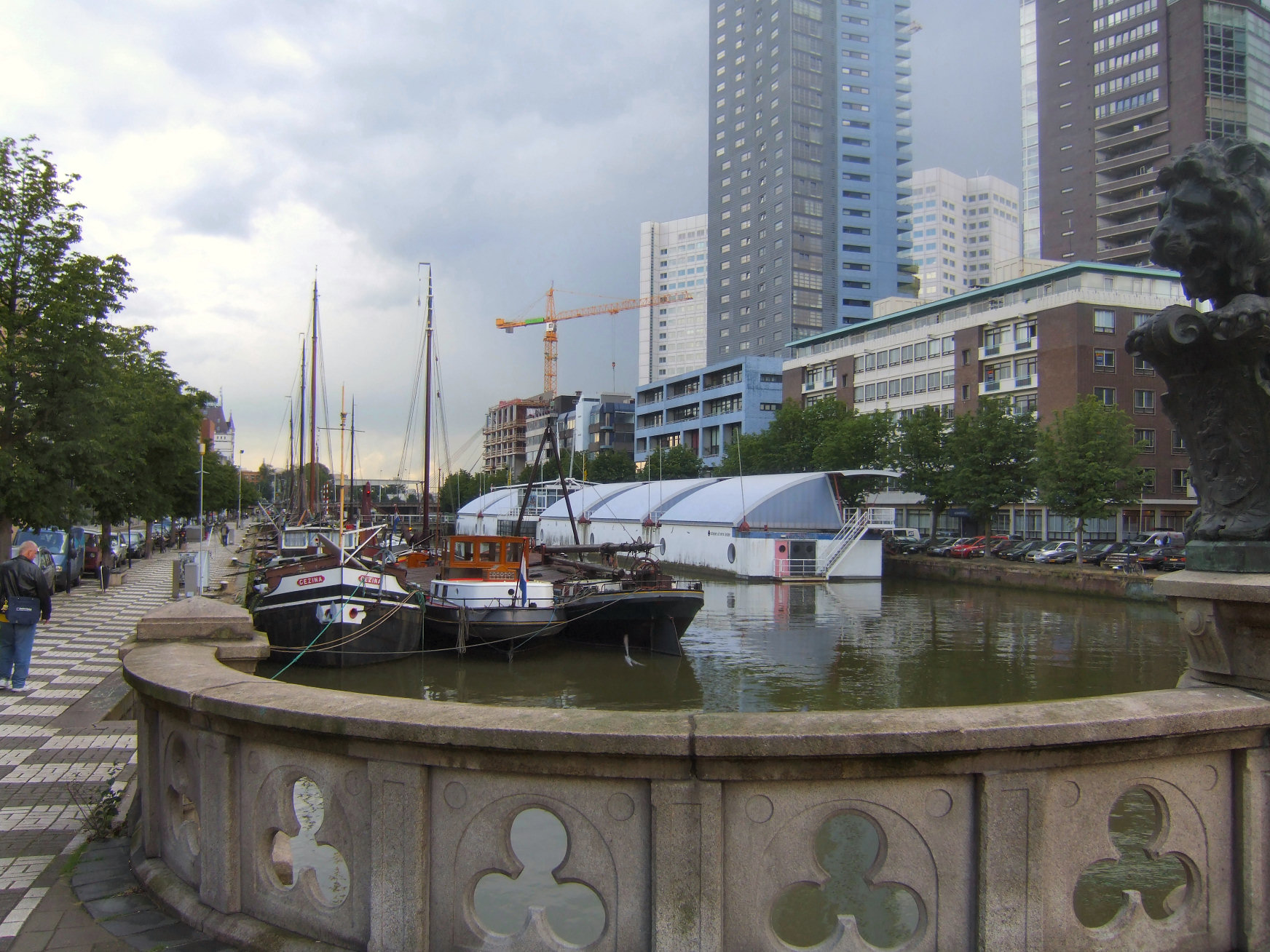
Мост Регентесс (Regentesse)